# 顏訥
顏訥（1985年2月27日—），臺灣作家，出生於臺灣臺北，小學遷居到臺灣花蓮，為國立東華大學華文文學研究所藝術創作碩士，畢業於國立清華大學中國文學研究所博士班。主要研究台灣、香港跨區域文藝思潮傳播與中國古典詩詞，也是聯合報鳴人堂專欄作家、文學直播節目「作家事」主持人之一。